# إيفرسون لينس فيريرا
إيفرسون لينس فيريرا (8 يناير 1987 في البرازيل – )؛ هو لاعب كرة قدم كان يلعب كمهاجم.

## وصلات خارجية
- إيفرسون لينس فيريرا على موقع رابطة كرة القدم اليابانية للمحترفين (اليابانية)
- إيفرسون لينس فيريرا على موقع قاعدة بيانات كرة القدم.إي يو (الإنجليزية)
- إيفرسون لينس فيريرا على موقع Soccerway.com (الإنجليزية)
- إيفرسون لينس فيريرا على موقع عالم كرة القدم.نت (الإنجليزية)